# Wilhelm August Lampadius

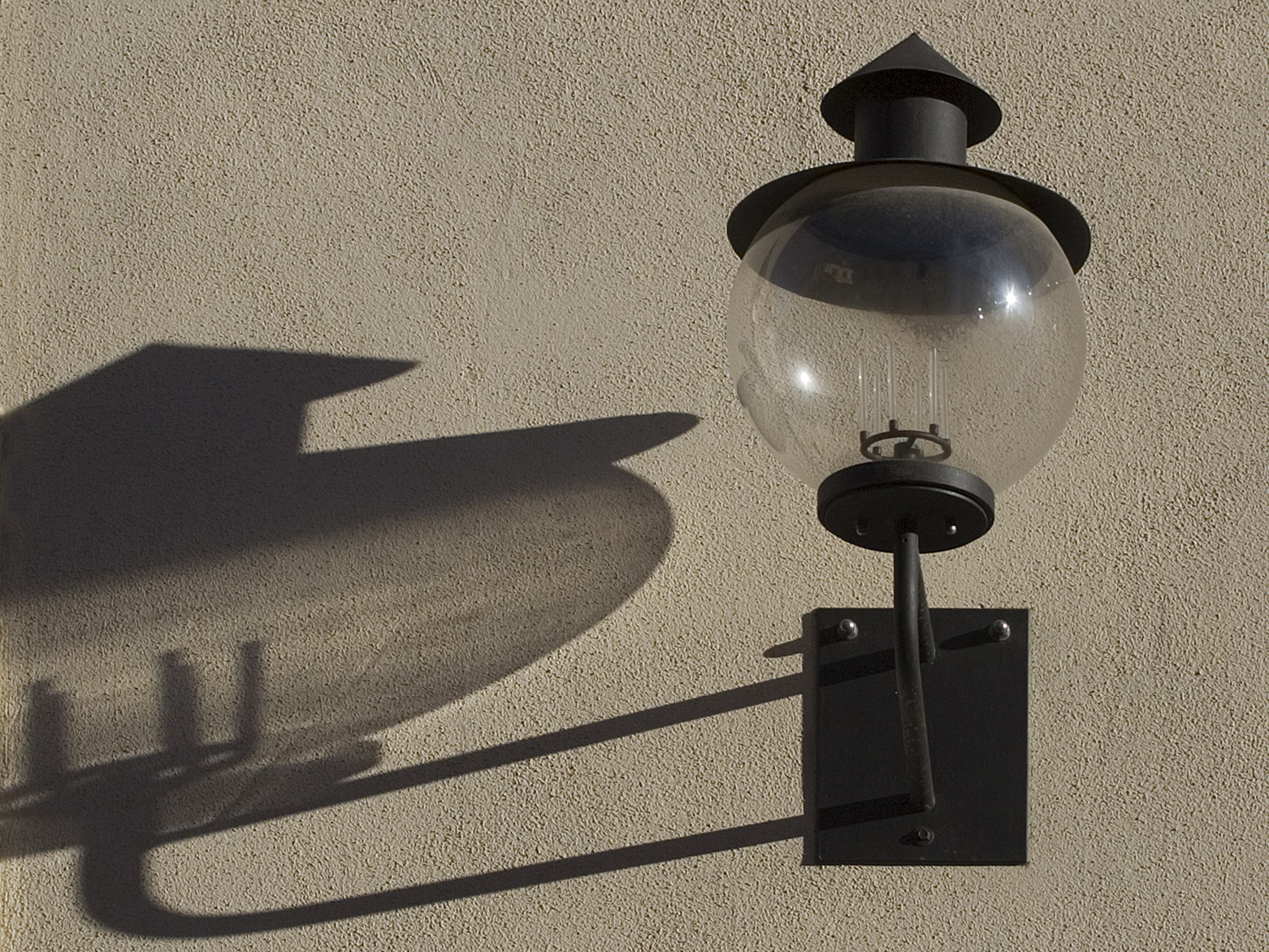
Kopia av Lampadius gaslykta, Fischerstraße 6, Freiberg.

Wilhelm August Lampadius, född 8 augusti 1772 i Hehlen, Weserbergland, död 13 april 1842 i Freiberg, Sachsen, var en tysk lantbrukskemist och metallurg.
Lampadius verkade från 1794 som professor i kemi och hyttkunskap vid Bergsakademien i Freiberg och upptäckte 1796 kolsvavlan. Det av honom 1816 vid Freiberg anlagda gasverket gav det första exemplet i Tyskland på gasbelysning i större skala. Bland hans utgivna arbeten märks Handbuch der Hüttenkunde (fyra band, 1801-1810: andra upplagan 1817-1818, med supplement 1818-1826).